# Ciclismo nos Jogos Insulares de 2025
As competições de ciclismo nos Jogos Insulares de 2025 serão disputadas em várias localidades de Orkney, entre os dias 14 e 18 de julho. Serão realizados um total de dezesseis eventos, entre masculino e feminino.

## Participantes
- Gibraltar
- Gotland
- Gozo
- Guernsey
- Ilha de Man
- Ilha de Wight
- Ilhas Faroé
- Ilhas Malvinas
- Ilhas Ocidentais
- Jersey
- Minorca
- Orkney (Anfitrião)
- Shetland

## Sedes
| Prova                       | Sede                   | Localidade |
| --------------------------- | ---------------------- | ---------- |
| Contra o relógio            | Firth Community Centre | Finstown   |
| Town Criterium              | Kirkwall town centre   | Kirkwall   |
| Corrida em estrada          | Harray Hall            | Harray     |
| Mountain Bike Criterium     | Market Stance          | Kirkwall   |
| Mountain Bike Cross Country | Binscarth Farm         | Finstown   |

## Medalhistas

### Masculino
| Evento                                | Ouro | Ouro | Prata | Prata | Bronze | Bronze |
| ------------------------------------- | ---- | ---- | ----- | ----- | ------ | ------ |
| Contra o relógio                      |      |      |       |       |        |        |
| Contra o relógio - Equipes            |      |      |       |       |        |        |
| Town Criterium                        |      |      |       |       |        |        |
| Road Criterium - Equipes              |      |      |       |       |        |        |
| Corrida em estrada                    |      |      |       |       |        |        |
| Corrida em estrada - Equipes          |      |      |       |       |        |        |
| Mountain Bike Criterium               |      |      |       |       |        |        |
| Mountain Bike Criterium - Equipes     |      |      |       |       |        |        |
| Mountain Bike Cross Country           |      |      |       |       |        |        |
| Mountain Bike Cross Country - Equipes |      |      |       |       |        |        |

### Feminino
| Evento                       | Ouro | Ouro | Prata | Prata | Bronze | Bronze |
| ---------------------------- | ---- | ---- | ----- | ----- | ------ | ------ |
| Contra o relógio             |      |      |       |       |        |        |
| Contra o relógio - Equipes   |      |      |       |       |        |        |
| Town Criterium               |      |      |       |       |        |        |
| Road Criterium - Equipes     |      |      |       |       |        |        |
| Corrida em estrada           |      |      |       |       |        |        |
| Corrida em estrada - Equipes |      |      |       |       |        |        |

## Quadro de medalhas
Atualizado em 12 de julho de 2025
| Pos                 | Equipe              | Ouro | Prata | Bronze | Total |
| 1                   | Gibraltar           | 0    | 0     | 0      | 0     |
| 2                   | Gotland             | 0    | 0     | 0      | 0     |
| 3                   | Gozo                | 0    | 0     | 0      | 0     |
| 4                   | Guernsey            | 0    | 0     | 0      | 0     |
| 5                   | Ilha de Man         | 0    | 0     | 0      | 0     |
| 6                   | Ilha de Wight       | 0    | 0     | 0      | 0     |
| 7                   | Ilhas Faroé         | 0    | 0     | 0      | 0     |
| 8                   | Ilhas Malvinas      | 0    | 0     | 0      | 0     |
| 9                   | Ilhas Ocidentais    | 0    | 0     | 0      | 0     |
| 10                  | Jersey              | 0    | 0     | 0      | 0     |
| 11                  | Minorca             | 0    | 0     | 0      | 0     |
| 12                  | Orkney              | 0    | 0     | 0      | 0     |
| 13                  | Shetland            | 0    | 0     | 0      | 0     |
| Totais (13 Equipes) | Totais (13 Equipes) | 0    | 0     | 0      | 0     |